# Ciemiernik zielony

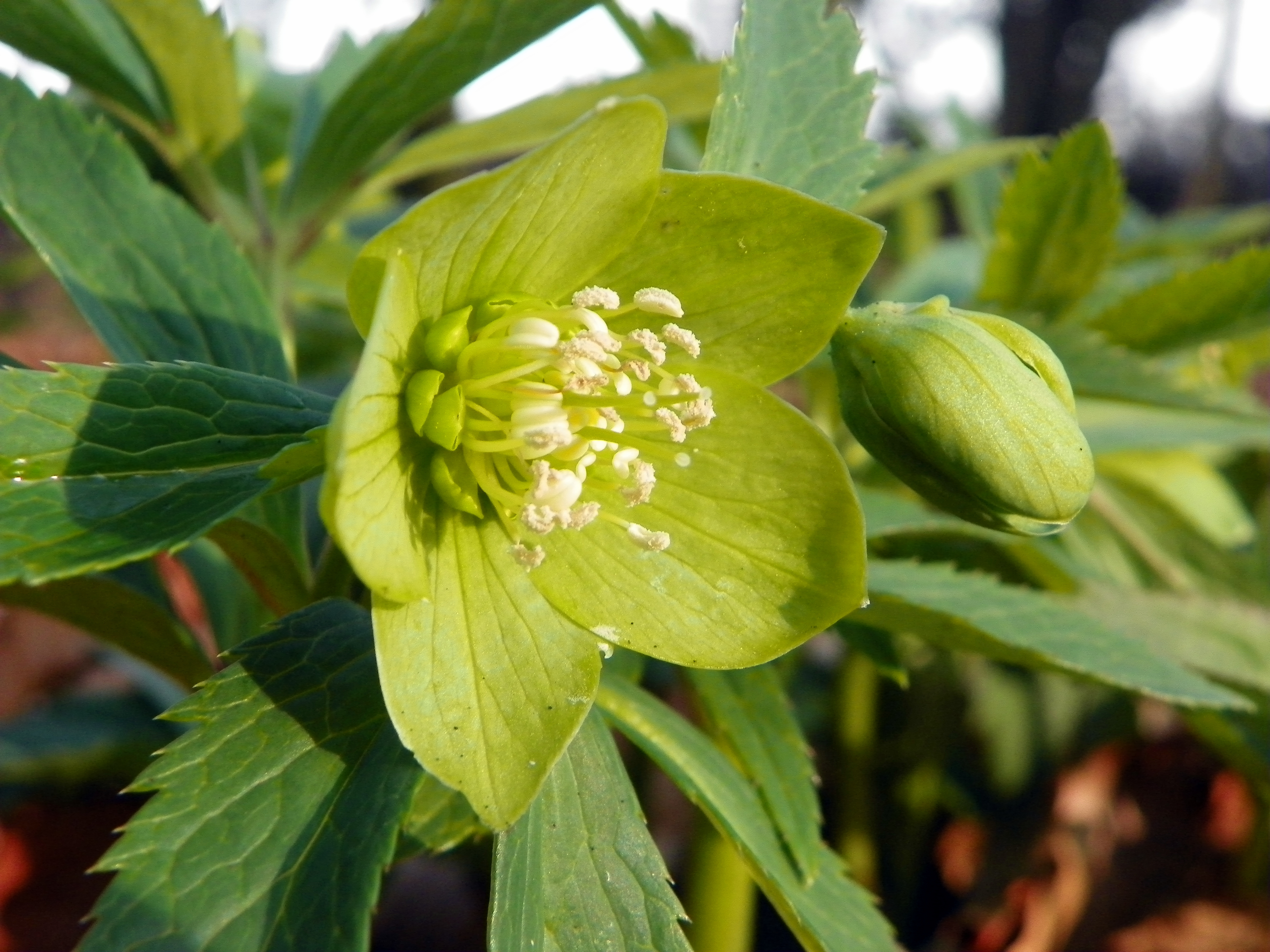
Kwiat

Ciemiernik zielony (Helleborus viridis L.) – gatunek rośliny należący do rodziny jaskrowatych. Występuje w stanie dzikim w południowo-zachodniej i zachodniej Europie, na północy sięga do Anglii, a na wschodzie do Szwajcarii i Austrii. W Polsce jest uprawiany jako roślina ozdobna, czasami dziczeje (efemerofit).

## Morfologia
ŁodygaDochodzi do 20–40 cm wysokości, pojedyncza lub rozgałęziona.
LiściePrzeważnie wyrastają od kłącza. Blaszka liściowa składa się z 7–13 lancetowatych, na całym brzegu ząbkowanych odcinków.
KwiatyZebrane w rozgałęziony i ulistniony kwiatostan, który składa się przeważnie z 2 lub 3 zielonych lub żółtozielonych kwiatów. Szerokie listki okwiatu zachodzą brzegami na siebie. Kwitnie od lutego do kwietnia.
OwocDuże mieszki bez dzióbka o długości 25–28 mm.

## Biologia i ekologia
Bylina, hemikryptofit. Siedlisko: górskie lasy lub zarośla na wilgotnych lub wapiennych glebach. Roślina trująca. Liczba chromosomów 2n = 32.

## Zastosowanie
- Roślina ozdobna: uprawiana ze względu na swój nietypowy okres kwitnienia – od połowy zimy (jeśli nie ma śniegu) do lata[5]. Najładniej wygląda sadzona w grupach pomiędzy drzewami lub krzewami. Można ją też uprawiać w doniczkach na tarasach, balkonach.
- Preparaty otrzymywane z ciemiernika zielonego znajdują zastosowanie w medycynie. Ze względu na silne własności trujące tej rośliny wolno ją stosować celach leczniczych tylko pod kontrolą lekarza (silne działanie przeczyszczające)[6].

## Uprawa
Wymaga stanowiska cienistego lub półcienistego i żyznej, wapiennej gleby o stałej wilgotności. Źle znosi przesadzanie. Przed kwitnieniem należy usuwać stare liście. Nawożenie – raz do roku nawozem wieloskładnikowym lub obornikiem. Rozmnaża się z nasion wysiewanych jesienią lub przez podział rozrośniętych kęp.